# قائمة الحلويات اليابانية

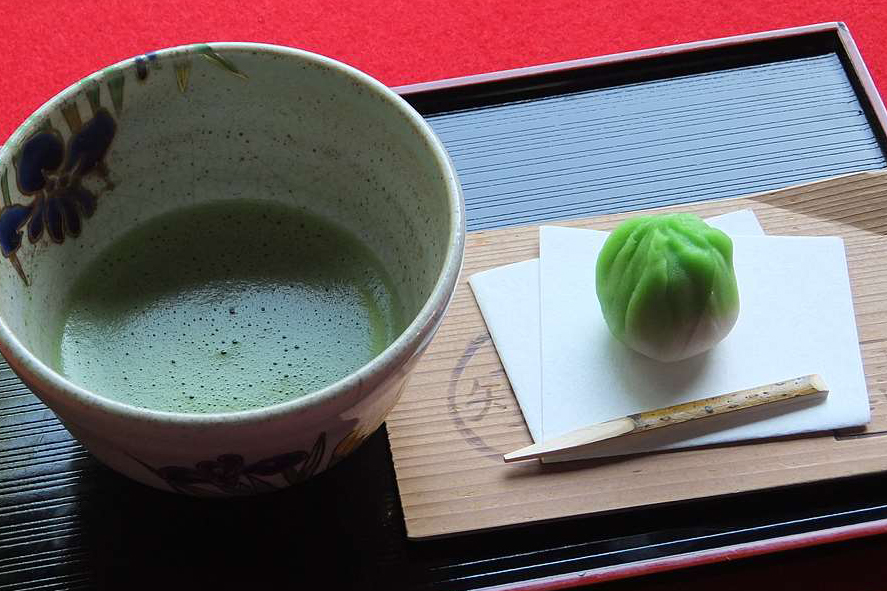
مجموعة مختارة من الواقاشي لتقدم خلال حفل الشاي الياباني

في المطبخ الياباني تعرف الحلويات اليابانية التقليدية تعرف بالواقاشي. تستخدم فيها مكونات مثل عجينة الفصوليا الحمراء والموتشي (كعك الأرز).

## الحلويات اليابانية

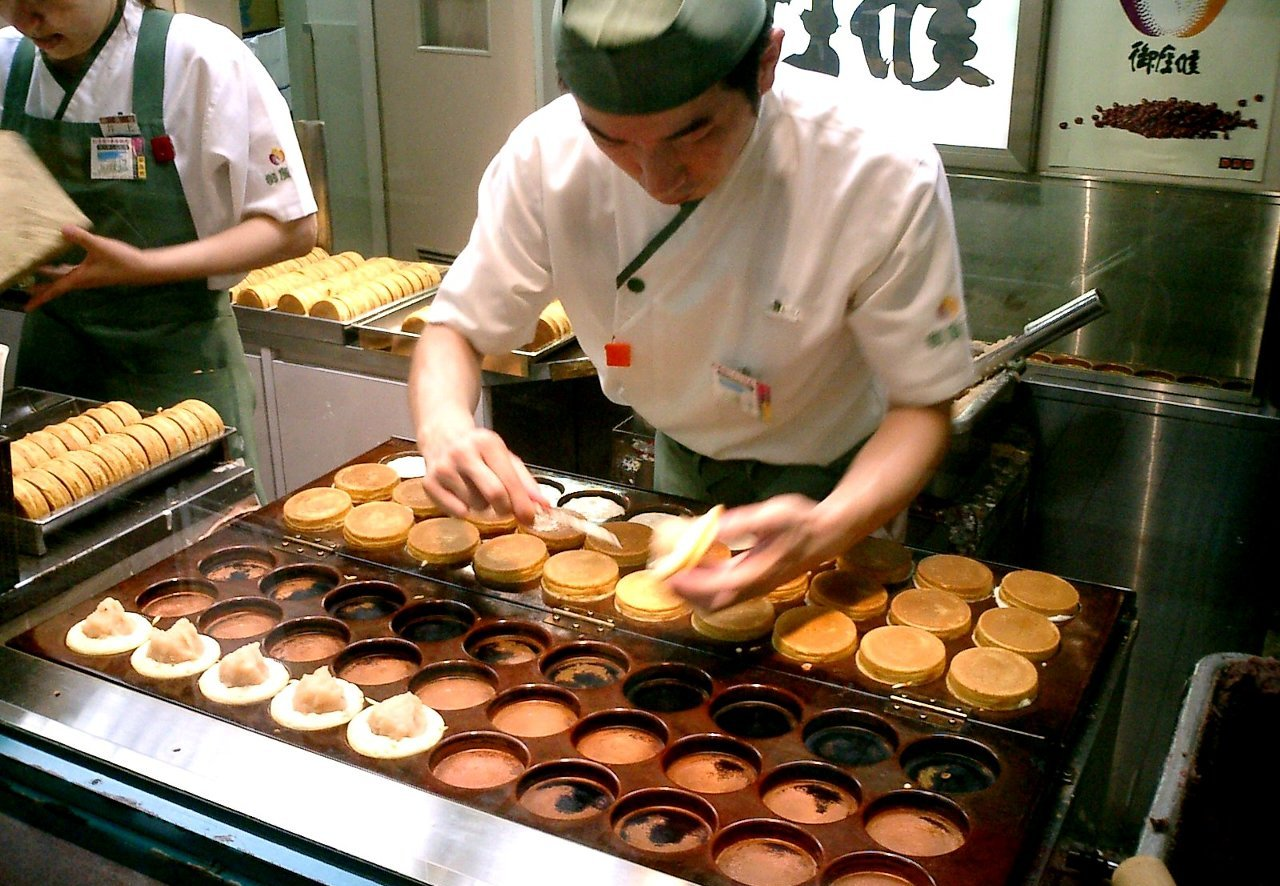
إيماغوياكي (gozasōrō) تحضر في متجر في سانومييا، كوبه، اليابان

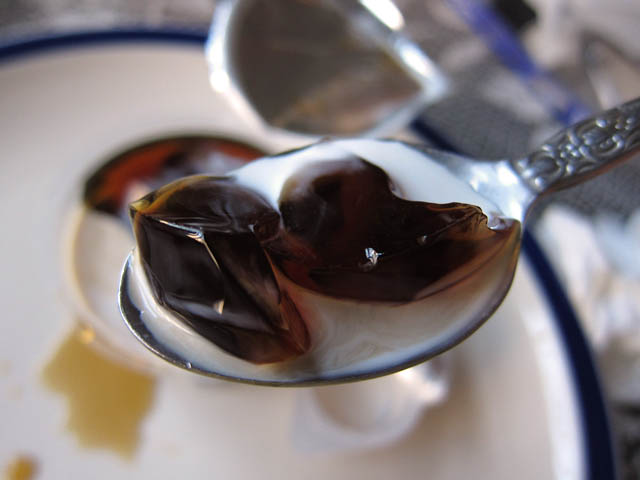
هلام القهوة حلوى جلاتينية شائعة في اليابان

- أنميتسو
- آنبان
- كاستيلا
- شينسوكو
- هلام القهوة
- مثلجات الشاي الأخضر
- هلام هاكوتو
- إيماغاواياكي
- ميلونبان
- مثلجات الموشي[1]
- ساتا أنداجي[2]

## الواقاشي

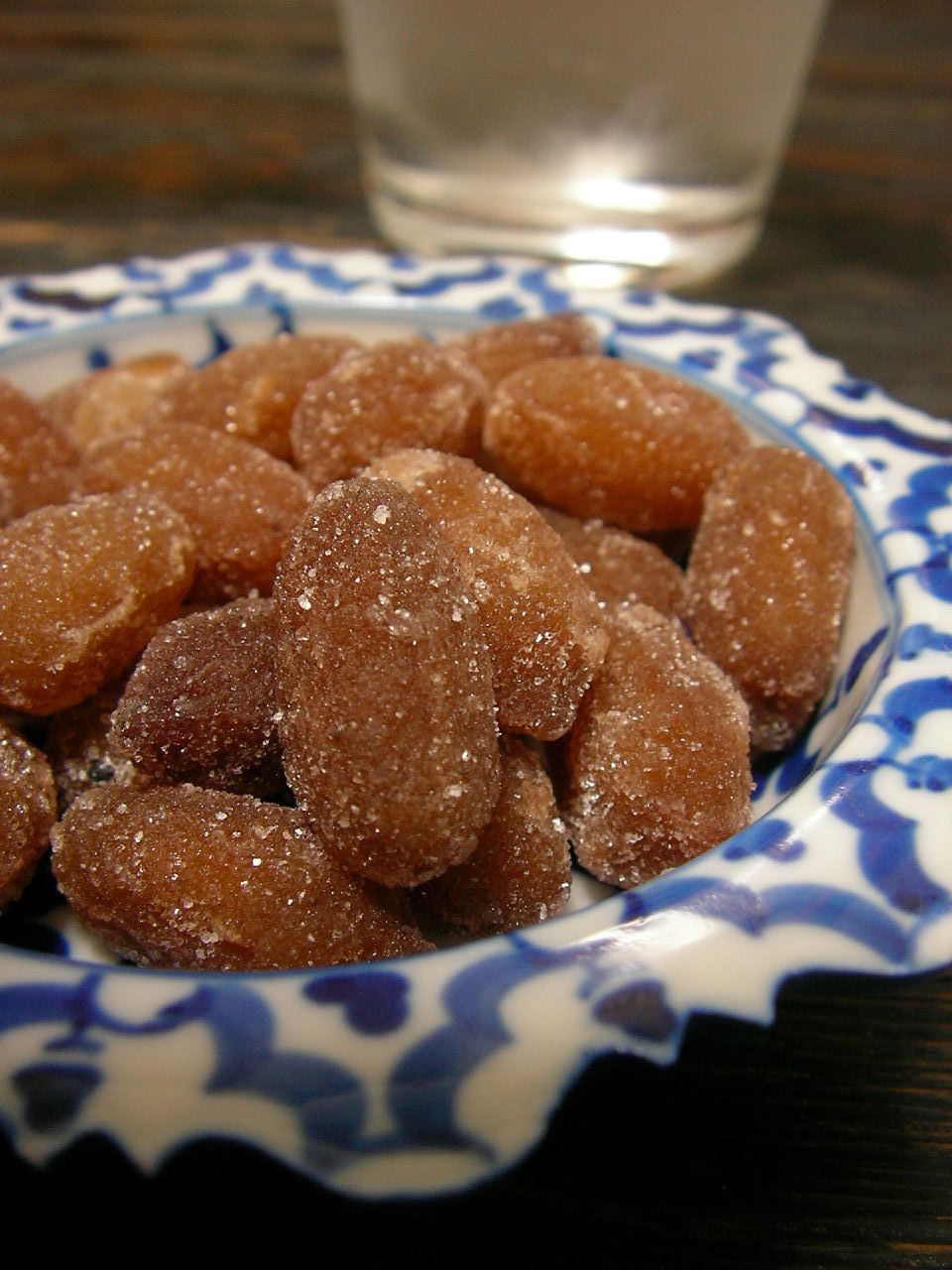
أماناتو هي حلوى يابانيَّة تقليديَّة، مصنوعة من فاصولياء الأزوكي، أو من بقوليّات أخرى، تُقلى في القطر (السُّكَّر المُذاب بالماء المغليّ) ثُمَّ تُجفَّف، ويُرشّ عليها بعد ذلك السُّكَّر المطحون.

الواقاشي هي حلوى يابانية تقليدية تقدم غالبا مع الشاي وخاصة تلك المصنوعة من الموتشي، وأنكو (عجينة الفصوليا الحمراء) والفواكة. وعادة ما تصنع من المكونات النباتية.
أ
- أكوماكي
- أماناتو
- أرارِ
- إيماغاواياكي
- إيرو

ب
- بوتاموتشي

  * بيكا
ت
- تاياكي
- توكوروتن

ح
- حساء الفاصولياء الحمراء الآسيوي

د
- دايفوكو
- دانغو
- دوراياكي

س
- ساكورا موتشي
- سينبي
- سواما

ش
- شيتوسيامي

ع
- عجينة الفصولياء الحمراء

ك
- كانتين
- كارينتو
- كاروكان
- كونبينتو
- كوسا موتشي
- كوزوموتشي
- كيران سومن

م
- مانجو
- ميزومو
- موناكا

ن
- ناماقاشي

هـ
- هانابيراموتشي
- هيقاشي
- هيشي موتشي

و
- ورابي موتشي
- واسانبون

ي
- ياتسوهاشي
- يوكان
- يوبيشي
- يونبو
- يوهي

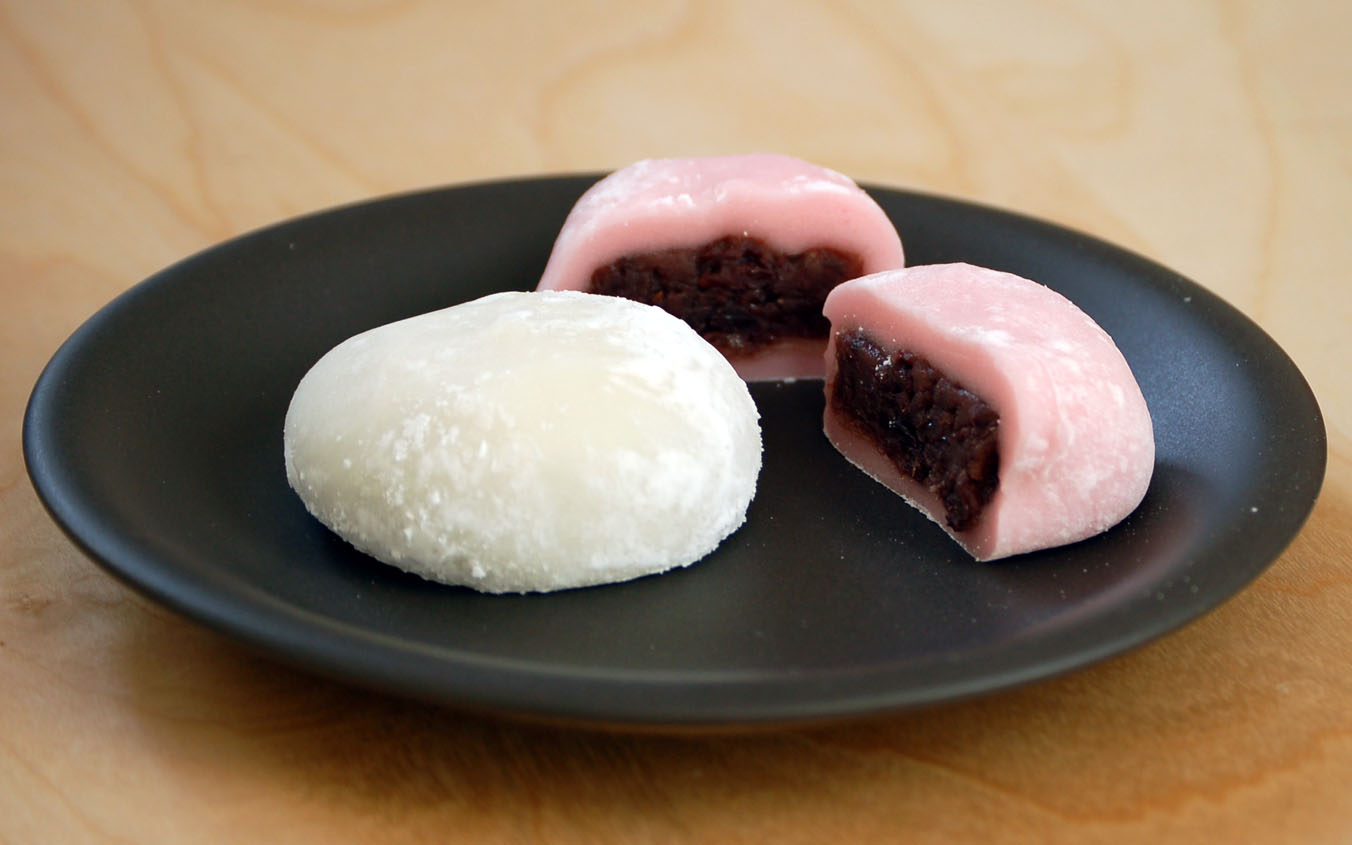
دايفوكو عبارة عن أرز لزجة محشوة بحشوة حلوة، وغالبًا ما تكون معجون الفاصوليا الحمراء المحلاة.
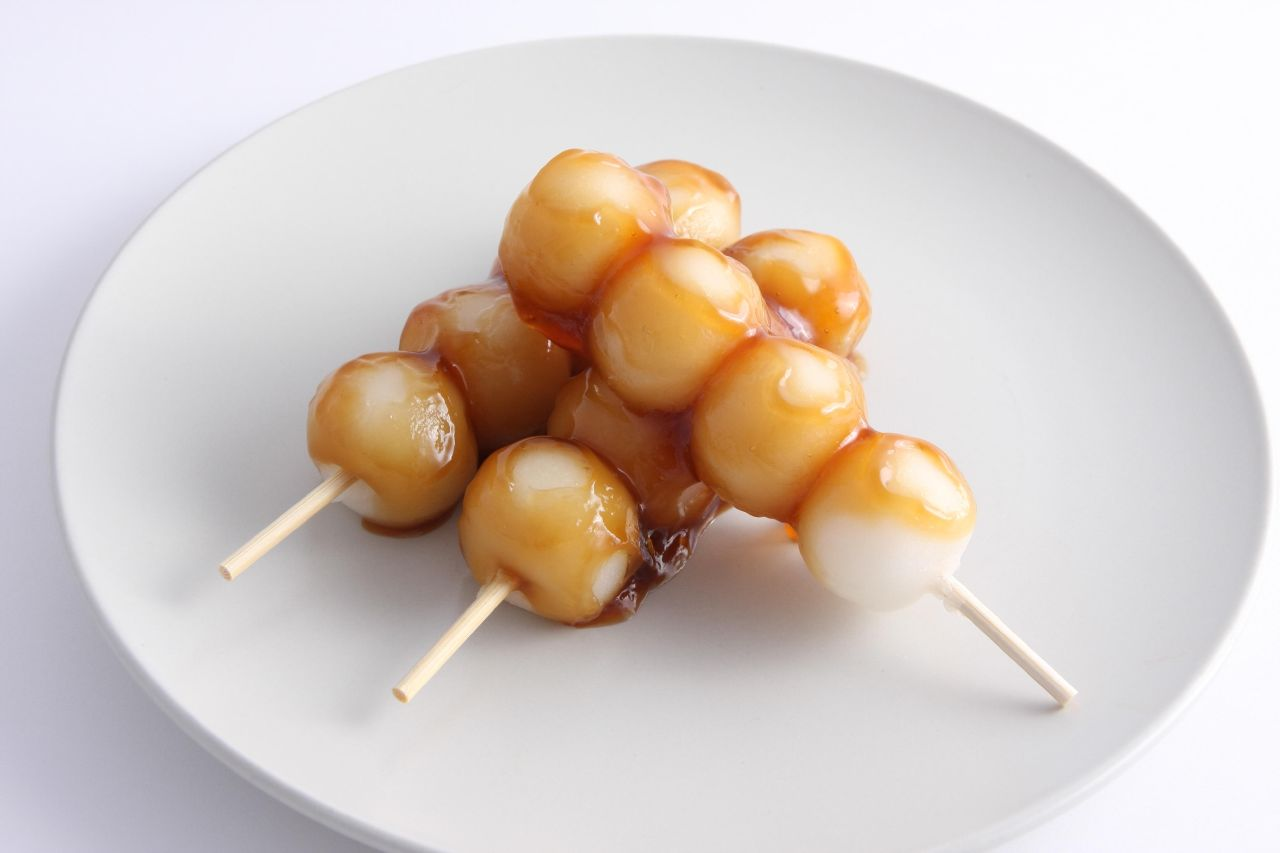
دانغو عبارة عن زلابية حلوة مصنوعة من دقيق الأرز. غالبًا ما تقدم مع الشاي الأخضر.

## علامات تجارية
- بلاك ثاندر
- علكة فوسين
- هيروكوموتشي
- شيروي كويبيتو

## اقرأ أيضًا
- المطبخ الياباني